# Elecciones provinciales de Santa Fe de 2015
Las Elecciones Generales de la Provincia de Santa Fe 2015 se llevaron a cabo el 14 de junio de 2015. Además de los cargos ejecutivos, se eligieron 19 Senadores y 50 Diputados. Los diputados se eligieron mediante un sistema de mayoría automática, que daría 28 escaños a la lista más votada, mientras que los restantes 22 se repartirían entre el resto de los partidos proporcionalmente a la cantidad de votos recibidos. Los senadores se elegirían mediante escrutinio mayoritario uninominal, con cada departamento representando un senador. Los candidatos surgieron de Elecciones Primarias, Abiertas, Simultáneas y Obligatorias (PASO) que se realizaron el 19 de abril de 2015, tras haber alcanzando el 1,5% de los electores registrados.
El resultado fue una ajustadísima pelea a tres bandas entre Miguel Lifschitz, del Partido Socialista (PS) y candidato del Frente Progresista, Cívico y Social (coalición de centroizquierda de varios partidos incluyendo el PS y la Unión Cívica Radical); Miguel del Sel, del partido Propuesta Republicana (PRO) y apoyado por la coalición Unión-Pro (aliado con la coalición Cambiemos a nivel nacional pero sin el apoyo de dos de sus principales componentes, la UCR y la Coalición Cívica ARI); y Omar Perotti, del Partido Justicialista (PJ) y presentado por la alianza oficialista a nivel nacional, el Frente para la Victoria (FPV). Al finalizar el conteo, Lifschitz obtuvo una ventaja de tan solo 1.496 votos, recibiendo el 31.74% contra el 31.65% de Del Sel, con Perotti en tercer lugar acaparando el 30.35%. En cuarto lugar quedó Oscar Martínez, del Frente Renovador, con el 3.83%, y en quinto y último lugar Octavio Crivaro, del Partido de los Trabajadores Socialistas (PTS), apoyado por la alianza Frente de Izquierda y de los Trabajadores, con un 2.43%. La participación electoral fue del 76.33%. A pesar de las dudas que habían surgido sobre posibles irregularidades, lo sorpresivamente cerrado del resultado, y el hecho de haber reclamado que se había cometido fraude electoral durante las primarias obligatorias, Del Sel reconoció el triunfo de Lifschitz.
En el plano legislativo, el Frente Progresista logró recapturar la mayoría automática en la Cámara de Diputados de manos del Frente para la Victoria, con los 28 escaños. La alianza del PRO obtuvo 10 y el FPV otros 10. El Frente Social y Popular, una coalición de izquierda cuyo candidato a gobernador, Alejandro Parlante, no había superado la barrera de las PASO, logró ganar los dos escaños restantes. En el Senado Provincial, sin embargo, la lista que más bancas logró obtener fue el Partido Justicialista y sus aliados, con 11 bancas (8 del Frente para la Victoria y 3 del Partido Unión Celeste y Blanco) contra 8 del Frente Progresista, mientras que el PRO no consiguió que ninguno de sus candidatos resultara electo. Fueron las elecciones más ajustadas de la historia electoral de la provincia, rompiendo el récord que hasta entonces ostentaban las elecciones de 1983.

## Reglas electorales
- Gobernador y vicegobernador electos por mayoría simple.
- 50 diputados, la totalidad de los miembros de la Cámara de Diputados Provincial. Electos por toda la provincia con 28 bancas reservadas para el partido más votado y 22 a los demás partidos, en proporción de los votos que hubieren logrado.
- 19 senadores, la totalidad de los miembros de la Cámara de Senadores Provincial. Electo un senador por cada uno de los 19 departamentos en los que se divide la provincia, usando mayoría simple.

## Resultados

### Primarias
El 19 de abril de 2015 se realizaron las elecciones primarias, quedando habilitadas para participar aquellas fuerzas que alcanzaron el 1,5% de los votos sobre los electores registrados.
| Partido/Alianza       | Partido/Alianza                                 | Interna                            | Fórmula                    | Fórmula                      | Interna               | Interna               | Partido   | Partido             |
| Partido/Alianza       | Partido/Alianza                                 | Interna                            | Gobernador                 | Vicegobernador               | Votos                 | %                     | Votos     | % (sobre electores) |
| --------------------- | ----------------------------------------------- | ---------------------------------- | -------------------------- | ---------------------------- | --------------------- | --------------------- | --------- | ------------------- |
|                       | Unión-PRO Federal                               | Mejor Juntos                       | Miguel del Sel             | Jorge Boasso                 | 536.480               | 100                   | 536.480   | 32,09               |
|                       | Frente Progresista Cívico y Social              | Adelante                           | Miguel Lifschitz           | Carlos Fascendini            | 376.627               | 70,65                 | 533.087   | 31,87               |
| Firmeza para Avanzar  | Frente Progresista Cívico y Social              | Mario Domingo Barletta             | Eugenio Daniel Malaponte   | 156.460                      | 29,35                 |                       | 533.087   | 31,87               |
|                       | Frente Justicialista para la Victoria           | Primero Santa Fe                   | Omar Perotti               | Alejandro Ramos              | 365.239               | 100                   | 365.239   | 21,83               |
|                       | Frente Renovador de la Esperanza                | Cien por Ciento Renovador          | Oscar Martínez             | Verónica Cristina Porcelli   | 72.379                | 55,12                 | 131.313   | 7,85                |
| Más Acción y Trabajo  | Frente Renovador de la Esperanza                | Eduardo Buzzi                      | Raúl Alberto Ponzio        | 58.934                       | 44,88                 |                       | 131.313   | 7,85                |
|                       | Frente de Izquierda y de los Trabajadores       | Frente de Izquierda                | Octavio Crivaro            | Alicia Andrea Escudero       | 39.040                | 100                   | 39.040    | 2,33                |
|                       | Frente de la Cultura, la Educación y el Trabajo | Unión por el Trabajo y la Libertad | Omar Palma                 | Silvia Beatriz Monzón        | 29.353                | 100                   | 29.353    | 1,75                |
|                       | Frente Social y Popular                         | Unidad Social y Popular            | Alejandro Mariano Parlante | Mirta Rosa Patricia Sellarés | 23.821                | 100                   | 23.821    | 1,42                |
|                       | Movimiento Independiente de Justicia y Dignidad | Dignidad                           | Raúl Castells              | Lionel Ricardo Cosentino     | 14.395                | 100                   | 14.395    | 0,86                |
| Votos positivos       | Votos positivos                                 | Votos positivos                    | Votos positivos            | Votos positivos              | Votos positivos       | Votos positivos       | 1.672.728 | 89,64               |
| Votos en blanco       | Votos en blanco                                 | Votos en blanco                    | Votos en blanco            | Votos en blanco              | Votos en blanco       | Votos en blanco       | 120.325   | 6,45                |
| Votos nulos           | Votos nulos                                     | Votos nulos                        | Votos nulos                | Votos nulos                  | Votos nulos           | Votos nulos           | 72.992    | 3,91                |
| Participación         | Participación                                   | Participación                      | Participación              | Participación                | Participación         | Participación         | 1.866.045 | 72,51               |
| Electores registrados | Electores registrados                           | Electores registrados              | Electores registrados      | Electores registrados        | Electores registrados | Electores registrados | 2.573.431 | 100                 |
| Fuente:               |                                                 |                                    |                            |                              |                       |                       |           |                     |

### Gobernador y Vicegobernador
|  | 31.74 % |

|  | 31.65 % |

|  | 30.35 % |

|  | 3.83 % |

|  | 2.43 % |

|  | 96.54 % |

|  | 3.46 % |

|  | 3.24 % |

|  | 100.00 % |

|  | 76.33 % |

### Cámara de Diputados
|  | 43.67 % |

|  | 20.28 % |

|  | 19.45 % |

|  | 5.26 % |

|  | 3.83 % |

|  | 3.82 % |

|  | 3.70 % |

|  | 92.70 % |

|  | 7.30 % |

|  | 4.05 % |

|  | 100.00 % |

|  | 76.33 % |

### Cámara de Senadores
|  | 41.49 % |

|  | 26.76 % |

|  | 17.14 % |

|  | 4.32 % |

|  | 3.97 % |

|  | 3.01 % |

|  | 2.96 % |

|  | 0.20 % |

|  | 0.16 % |

|  | 90.19 % |

|  | 5.74 % |

|  | 4.08 % |

|  | 100.00 % |

|  | 76.33 % |

#### Resultados por departamentos
| Belgrano 1 Senador                 | Belgrano 1 Senador                 | Belgrano 1 Senador                              | Belgrano 1 Senador | Belgrano 1 Senador |
| Candidato                          | Partido/Alianza                    | Partido/Alianza                                 | Votos              | %                  |
| ---------------------------------- | ---------------------------------- | ----------------------------------------------- | ------------------ | ------------------ |
| Guillermo Mario Cornaglia          |                                    | Frente Justicialista para la Victoria           | 13.623             | 49,74              |
| Pablo Horacio Verdecchia (UCR)     |                                    | Frente Progresista Cívico y Social              | 9.887              | 36,10              |
| Fernando Ricardo Fischer           |                                    | Unión Pro Federal                               | 2.836              | 10,35              |
| Roberto Antonio José Gramigna      |                                    | Frente Renovador de la Esperanza                | 1.044              | 3,81               |
| Votos positivos                    | Votos positivos                    | Votos positivos                                 | 27.390             | 94,29              |
| Votos en blanco                    | Votos en blanco                    | Votos en blanco                                 | 1.043              | 3,59               |
| Votos nulos                        | Votos nulos                        | Votos nulos                                     | 616                | 2,12               |
| Total de votos                     | Total de votos                     | Total de votos                                  | 29.049             | 100                |
| Votantes registrados/participación | Votantes registrados/participación | Votantes registrados/participación              | 36.420             | 79,76              |
| Caseros 1 Senador                  |                                    |                                                 |                    |                    |
| Candidato                          | Partido/Alianza                    | Partido/Alianza                                 | Votos              | %                  |
| Eduardo Daniel Rosconi (PJ)        |                                    | Partido Unión Celeste y Blanco                  | 24.484             | 49,39              |
| Enrique César Manjon (UCR)         |                                    | Frente Progresista Cívico y Social              | 12.272             | 24,76              |
| Jorge Alberto Isern                |                                    | Unión Pro Federal                               | 5.448              | 10,99              |
| María Alejandra Miori              |                                    | Frente Justicialista para la Victoria           | 3.073              | 6,20               |
| Eduardo Herman Gentiletti          |                                    | Frente Renovador de la Esperanza                | 2.221              | 4,48               |
| Emiliano Scopetta                  |                                    | Frente Social y Popular                         | 2.073              | 4,18               |
| Votos positivos                    | Votos positivos                    | Votos positivos                                 | 49.571             | 91,05              |
| Votos en blanco                    | Votos en blanco                    | Votos en blanco                                 | 3.219              | 5,91               |
| Votos nulos                        | Votos nulos                        | Votos nulos                                     | 1.656              | 3,04               |
| Total de votos                     | Total de votos                     | Total de votos                                  | 54.446             | 100                |
| Votantes registrados/participación | Votantes registrados/participación | Votantes registrados/participación              | 68.940             | 78,98              |
| Castellanos 1 Senador              |                                    |                                                 |                    |                    |
| Candidato                          | Partido/Alianza                    | Partido/Alianza                                 | Votos              | %                  |
| Alcides Lorenzo Calvo              |                                    | Frente Justicialista para la Victoria           | 44.622             | 46,68              |
| Germán Juan Bottero (UCR)          |                                    | Frente Progresista Cívico y Social              | 24.949             | 26,10              |
| Ceferino Jacinto Mondino           |                                    | Unión Pro Federal                               | 18.208             | 19,05              |
| Mónica Beatriz Fontanetto          |                                    | Frente Social y Popular                         | 2.836              | 2,97               |
| René Osvaldo Zanatta               |                                    | Frente de la Cultura, la Educación y el Trabajo | 2.771              | 2,90               |
| Matías Miguel Giorgetti            |                                    | Frente Renovador de la Esperanza                | 2.199              | 2,30               |
| Votos positivos                    | Votos positivos                    | Votos positivos                                 | 95.585             | 91,06              |
| Votos en blanco                    | Votos en blanco                    | Votos en blanco                                 | 6.210              | 5,92               |
| Votos nulos                        | Votos nulos                        | Votos nulos                                     | 3.174              | 3,02               |
| Total de votos                     | Total de votos                     | Total de votos                                  | 104.969            | 100                |
| Votantes registrados/participación | Votantes registrados/participación | Votantes registrados/participación              | 137.267            | 76,47              |
| Constitución 1 Senador             |                                    |                                                 |                    |                    |
| Candidato                          | Partido/Alianza                    | Partido/Alianza                                 | Votos              | %                  |
| Germán Eduardo Giacomino (UCR)     |                                    | Frente Progresista Cívico y Social              | 30.424             | 59,73              |
| Carlos Daniel Alegre               |                                    | Frente Justicialista para la Victoria           | 12.135             | 23,82              |
| Walter Jesús Bucca                 |                                    | Unión Pro Federal                               | 5.057              | 9,93               |
| Miguel Ángel Alfaro                |                                    | Frente Social y Popular                         | 1.818              | 3,57               |
| Jorge Alberto Quirincich           |                                    | Frente Renovador de la Esperanza                | 1.503              | 2,95               |
| Votos positivos                    | Votos positivos                    | Votos positivos                                 | 50.937             | 91,20              |
| Votos en blanco                    | Votos en blanco                    | Votos en blanco                                 | 3.414              | 6,11               |
| Votos nulos                        | Votos nulos                        | Votos nulos                                     | 1.504              | 2,69               |
| Total de votos                     | Total de votos                     | Total de votos                                  | 55.855             | 100                |
| Votantes registrados/participación | Votantes registrados/participación | Votantes registrados/participación              | 71.069             | 78,59              |
| Garay 1 Senador                    |                                    |                                                 |                    |                    |
| Candidato                          | Partido/Alianza                    | Partido/Alianza                                 | Votos              | %                  |
| Ricardo Adolfo Kaufmann            |                                    | Frente Justicialista para la Victoria           | 6.095              | 49,35              |
| Gustavo Clemente Juan Galoppo      |                                    | Unión Pro Federal                               | 3.365              | 27,24              |
| Víctor Hugo Flores (UCR)           |                                    | Frente Progresista Cívico y Social              | 2.891              | 23,41              |
| Votos positivos                    | Votos positivos                    | Votos positivos                                 | 12.351             | 93,60              |
| Votos en blanco                    | Votos en blanco                    | Votos en blanco                                 | 477                | 3,61               |
| Votos nulos                        | Votos nulos                        | Votos nulos                                     | 368                | 2,79               |
| Total de votos                     | Total de votos                     | Total de votos                                  | 13.196             | 100                |
| Votantes registrados/participación | Votantes registrados/participación | Votantes registrados/participación              | 16.934             | 77,93              |
| General López 1 Senador            |                                    |                                                 |                    |                    |
| Candidato                          | Partido/Alianza                    | Partido/Alianza                                 | Votos              | %                  |
| Lisandro Rudy Enrico (UCR)         |                                    | Frente Progresista Cívico y Social              | 61.794             | 57,46              |
| Cristian Germán Mastri             |                                    | Frente Justicialista para la Victoria           | 22.459             | 20,89              |
| Darío Jeannot                      |                                    | Unión Pro Federal                               | 14.375             | 13,37              |
| Agustín Alberto Secreto            |                                    | Frente Social y Popular                         | 4.648              | 4,32               |
| Mariela Claudia Bueno              |                                    | Frente Renovador de la Esperanza                | 4.259              | 3,96               |
| Votos positivos                    | Votos positivos                    | Votos positivos                                 | 107.535            | 90,53              |
| Votos en blanco                    | Votos en blanco                    | Votos en blanco                                 | 8.504              | 7,16               |
| Votos nulos                        | Votos nulos                        | Votos nulos                                     | 2.749              | 2,31               |
| Total de votos                     | Total de votos                     | Total de votos                                  | 118.788            | 100                |
| Votantes registrados/participación | Votantes registrados/participación | Votantes registrados/participación              | 156.033            | 76,13              |
| General Obligado 1 Senador         |                                    |                                                 |                    |                    |
| Candidato                          | Partido/Alianza                    | Partido/Alianza                                 | Votos              | %                  |
| Orfilio Eliseo José Marcón (UCR)   |                                    | Frente Progresista Cívico y Social              | 52.201             | 54,24              |
| Claudio Omar Tessini               |                                    | Frente Justicialista para la Victoria           | 29.878             | 31,04              |
| Roberto Mario Marconi              |                                    | Unión Pro Federal                               | 10.206             | 10,60              |
| Lucio Alcides Vallejos             |                                    | Frente Renovador de la Esperanza                | 3.964              | 4,12               |
| Votos positivos                    | Votos positivos                    | Votos positivos                                 | 96.249             | 95,52              |
| Votos en blanco                    | Votos en blanco                    | Votos en blanco                                 | 5.409              | 5,20               |
| Votos nulos                        | Votos nulos                        | Votos nulos                                     | 2.378              | 2,29               |
| Total de votos                     | Total de votos                     | Total de votos                                  | 104.036            | 100                |
| Votantes registrados/participación | Votantes registrados/participación | Votantes registrados/participación              | 134.272            | 77,48              |
| Iriondo 1 Senador                  |                                    |                                                 |                    |                    |
| Candidato                          | Partido/Alianza                    | Partido/Alianza                                 | Votos              | %                  |
| Hugo Jesús Rasetto (UCR)           |                                    | Frente Progresista Cívico y Social              | 23.873             | 62,03              |
| Germán Gustavo Troiano             |                                    | Frente Justicialista para la Victoria           | 6.416              | 16,67              |
| Gerardo Daniel Colotti             |                                    | Unión Pro Federal                               | 4.356              | 11,32              |
| Rubén Oscar Taborra                |                                    | Frente Renovador de la Esperanza                | 1.514              | 3,93               |
| Liliana Beatriz Alcine             |                                    | Frente de Izquierda y de los Trabajadores       | 1.379              | 3,58               |
| Telmo Sebastián Cerrano            |                                    | Partido Unión Celeste y Blanco                  | 948                | 2,46               |
| Votos positivos                    | Votos positivos                    | Votos positivos                                 | 38.486             | 89,47              |
| Votos en blanco                    | Votos en blanco                    | Votos en blanco                                 | 3.198              | 7,43               |
| Votos nulos                        | Votos nulos                        | Votos nulos                                     | 1.333              | 3,10               |
| Total de votos                     | Total de votos                     | Total de votos                                  | 43.017             | 100                |
| Votantes registrados/participación | Votantes registrados/participación | Votantes registrados/participación              | 55.065             | 78,12              |
| La Capital 1 Senador               |                                    |                                                 |                    |                    |
| Candidato                          | Partido/Alianza                    | Partido/Alianza                                 | Votos              | %                  |
| Emilio Jatón (PS)                  |                                    | Frente Progresista Cívico y Social              | 134.441            | 47,75              |
| Marcos Antonio Castello            |                                    | Frente Justicialista para la Victoria           | 75.670             | 26,88              |
| Juan José Saleme                   |                                    | Unión Pro Federal                               | 48.936             | 17,38              |
| Luis Rodolfo Raúl Canalis          |                                    | Frente de Izquierda y de los Trabajadores       | 12.355             | 4,39               |
| Leopoldo Luis Hilbert              |                                    | Frente Renovador de la Esperanza                | 10.150             | 3,61               |
| Votos positivos                    | Votos positivos                    | Votos positivos                                 | 281.552            | 91,34              |
| Votos en blanco                    | Votos en blanco                    | Votos en blanco                                 | 13.574             | 4,40               |
| Votos nulos                        | Votos nulos                        | Votos nulos                                     | 13.109             | 4,25               |
| Total de votos                     | Total de votos                     | Total de votos                                  | 308.235            | 100                |
| Votantes registrados/participación | Votantes registrados/participación | Votantes registrados/participación              | 410.579            | 75,07              |
| Las Colonias 1 Senador             |                                    |                                                 |                    |                    |
| Candidato                          | Partido/Alianza                    | Partido/Alianza                                 | Votos              | %                  |
| Rubén Regis Pirola                 |                                    | Frente Justicialista para la Victoria           | 34.771             | 57,38              |
| Rafael Antonio de Pace (UCR)       |                                    | Frente Progresista Cívico y Social              | 17.284             | 28,52              |
| Norberto Mario Weidmann            |                                    | Unión Pro Federal                               | 6.310              | 10,41              |
| Faustino Gerardo Erni              |                                    | Frente Renovador de la Esperanza                | 2.230              | 3,68               |
| Votos positivos                    | Votos positivos                    | Votos positivos                                 | 60.595             | 90,53              |
| Votos en blanco                    | Votos en blanco                    | Votos en blanco                                 | 4.526              | 6,76               |
| Votos nulos                        | Votos nulos                        | Votos nulos                                     | 1.814              | 2,71               |
| Total de votos                     | Total de votos                     | Total de votos                                  | 66.935             | 100                |
| Votantes registrados/participación | Votantes registrados/participación | Votantes registrados/participación              | 81.482             | 82,15              |
| Nueve de Julio 1 Senador           |                                    |                                                 |                    |                    |
| Candidato                          | Partido/Alianza                    | Partido/Alianza                                 | Votos              | %                  |
| Joaquín Raúl Horacio Gramajo (PJ)  |                                    | Partido Unión Celeste y Blanco                  | 10.227             | 61,28              |
| Yolanda Noemí Bertolino            |                                    | Frente Justicialista para la Victoria           | 3.909              | 23,42              |
| Ramsés Medina (UCR)                |                                    | Frente Progresista Cívico y Social              | 2.554              | 15,30              |
| Votos positivos                    | Votos positivos                    | Votos positivos                                 | 16.690             | 93,20              |
| Votos en blanco                    | Votos en blanco                    | Votos en blanco                                 | 877                | 4,90               |
| Votos nulos                        | Votos nulos                        | Votos nulos                                     | 340                | 1,90               |
| Total de votos                     | Total de votos                     | Total de votos                                  | 17.907             | 100                |
| Votantes registrados/participación | Votantes registrados/participación | Votantes registrados/participación              | 23.262             | 76,98              |
| Rosario 1 Senador                  |                                    |                                                 |                    |                    |
| Candidato                          | Partido/Alianza                    | Partido/Alianza                                 | Votos              | %                  |
| Miguel Ángel Cappiello (PS)        |                                    | Frente Progresista Cívico y Social              | 267.130            | 40,84              |
| Agapito Blanco                     |                                    | Unión Pro Federal                               | 150.869            | 23.07              |
| Cristian Pablo Recchio             |                                    | Frente Justicialista para la Victoria           | 115.057            | 17,59              |
| Daniela Judith Vergara             |                                    | Frente de Izquierda y de los Trabajadores       | 50.118             | 7,66               |
| Mariano Luis Savia                 |                                    | Frente Renovador de la Esperanza                | 35.907             | 5,49               |
| María José Gerez                   |                                    | Frente Social y Popular                         | 34.969             | 5,35               |
| Votos positivos                    | Votos positivos                    | Votos positivos                                 | 654.050            | 88,67              |
| Votos en blanco                    | Votos en blanco                    | Votos en blanco                                 | 43.741             | 5,93               |
| Votos nulos                        | Votos nulos                        | Votos nulos                                     | 39.824             | 5,40               |
| Total de votos                     | Total de votos                     | Total de votos                                  | 737.615            | 100                |
| Votantes registrados/participación | Votantes registrados/participación | Votantes registrados/participación              | 986.113            | 74,80              |
| San Cristóbal 1 Senador            |                                    |                                                 |                    |                    |
| Candidato                          | Partido/Alianza                    | Partido/Alianza                                 | Votos              | %                  |
| Felipe Michlig (UCR)               |                                    | Frente Progresista Cívico y Social              | 27.152             | 68,77              |
| Carolina Verónica Morel            |                                    | Frente Justicialista para la Victoria           | 9.469              | 23,98              |
| Diego Víctor Sartin                |                                    | Unión Pro Federal                               | 2.861              | 7,25               |
| Votos positivos                    | Votos positivos                    | Votos positivos                                 | 39.482             | 93,22              |
| Votos en blanco                    | Votos en blanco                    | Votos en blanco                                 | 2.149              | 5,07               |
| Votos nulos                        | Votos nulos                        | Votos nulos                                     | 722                | 1,70               |
| Total de votos                     | Total de votos                     | Total de votos                                  | 42.353             | 100                |
| Votantes registrados/participación | Votantes registrados/participación | Votantes registrados/participación              | 54.622             | 77,54              |
| San Javier 1 Senador               |                                    |                                                 |                    |                    |
| Candidato                          | Partido/Alianza                    | Partido/Alianza                                 | Votos              | %                  |
| José Ramón Baucero                 |                                    | Frente Justicialista para la Victoria           | 10.150             | 54,38              |
| Noel Silvio Florito (UCR)          |                                    | Frente Progresista Cívico y Social              | 6.199              | 33,33              |
| Sergio Daniel Minniti              |                                    | Unión Pro Federal                               | 1.594              | 8,57               |
| Gabriel Martín Saliva              |                                    | Frente Renovador de la Esperanza                | 655                | 3,52               |
| Votos positivos                    | Votos positivos                    | Votos positivos                                 | 18.598             | 93,14              |
| Votos en blanco                    | Votos en blanco                    | Votos en blanco                                 | 778                | 3,90               |
| Votos nulos                        | Votos nulos                        | Votos nulos                                     | 592                | 2,96               |
| Total de votos                     | Total de votos                     | Total de votos                                  | 19.968             | 100                |
| Votantes registrados/participación | Votantes registrados/participación | Votantes registrados/participación              | 24.577             | 81,25              |
| San Jerónimo 1 Senador             |                                    |                                                 |                    |                    |
| Candidato                          | Partido/Alianza                    | Partido/Alianza                                 | Votos              | %                  |
| Danilo Hugo José Capitani          |                                    | Frente Justicialista para la Victoria           | 22.982             | 50,01              |
| Lisandro Aníbal Mana (PDP)         |                                    | Frente Progresista Cívico y Social              | 9.178              | 19,97              |
| Gisela Scaglia                     |                                    | Unión Pro Federal                               | 8.647              | 18,81              |
| Miguel Ángel Apodaca               |                                    | Frente Renovador de la Esperanza                | 5.152              | 11,21              |
| Votos positivos                    | Votos positivos                    | Votos positivos                                 | 45.959             | 89,64              |
| Votos en blanco                    | Votos en blanco                    | Votos en blanco                                 | 3.695              | 7,21               |
| Votos nulos                        | Votos nulos                        | Votos nulos                                     | 1.616              | 3,15               |
| Total de votos                     | Total de votos                     | Total de votos                                  | 51.270             | 100                |
| Votantes registrados/participación | Votantes registrados/participación | Votantes registrados/participación              | 64.781             | 79,14              |
| San Justo 1 Senador                |                                    |                                                 |                    |                    |
| Candidato                          | Partido/Alianza                    | Partido/Alianza                                 | Votos              | %                  |
| Rodrigo Leandro Borla (UCR)        |                                    | Frente Progresista Cívico y Social              | 14.472             | 59,88              |
| Oscar Enrique Ceschi               |                                    | Frente Justicialista para la Victoria           | 7.321              | 30,29              |
| Juan Carlos Manuel Goncharenko     |                                    | Unión Pro Federal                               | 1.184              | 4,90               |
| Miguel Antonio Velazco             |                                    | Frente Renovador de la Esperanza                | 639                | 2,64               |
| Roberto Emilio Antonio Marelli     |                                    | Frente Social y Popular                         | 552                | 2,28               |
| Votos positivos                    | Votos positivos                    | Votos positivos                                 | 24.168             | 92,92              |
| Votos en blanco                    | Votos en blanco                    | Votos en blanco                                 | 1.124              | 4,32               |
| Votos nulos                        | Votos nulos                        | Votos nulos                                     | 717                | 2,76               |
| Total de votos                     | Total de votos                     | Total de votos                                  | 26.009             | 100                |
| Votantes registrados/participación | Votantes registrados/participación | Votantes registrados/participación              | 33.898             | 76,73              |
| San Lorenzo 1 Senador              |                                    |                                                 |                    |                    |
| Candidato                          | Partido/Alianza                    | Partido/Alianza                                 | Votos              | %                  |
| Armando Ramón Traferri             |                                    | Frente Justicialista para la Victoria           | 45.285             | 47,91              |
| Eduardo Ros (UCR)                  |                                    | Frente Progresista Cívico y Social              | 22.631             | 23,94              |
| Marcelo Ramón Albelo               |                                    | Unión Pro Federal                               | 11.273             | 11,93              |
| María Silvia Remondino             |                                    | Frente de Izquierda y de los Trabajadores       | 5.329              | 5,64               |
| Gabriela Fernanda Echenique        |                                    | Frente Social y Popular                         | 3.507              | 3,71               |
| Antonio Catalino Ramos             |                                    | Movimiento Independiente de Justicia y Dignidad | 3.485              | 3,69               |
| Javier Luciano Moris               |                                    | Frente Renovador de la Esperanza                | 3.019              | 3,19               |
| Votos positivos                    | Votos positivos                    | Votos positivos                                 | 94.529             | 89,51              |
| Votos en blanco                    | Votos en blanco                    | Votos en blanco                                 | 6.470              | 6,13               |
| Votos nulos                        | Votos nulos                        | Votos nulos                                     | 4.614              | 4,37               |
| Total de votos                     | Total de votos                     | Total de votos                                  | 105.613            | 100                |
| Votantes registrados/participación | Votantes registrados/participación | Votantes registrados/participación              | 133.125            | 79,33              |
| San Martín 1 Senador               |                                    |                                                 |                    |                    |
| Candidato                          | Partido/Alianza                    | Partido/Alianza                                 | Votos              | %                  |
| Cristina Antonia Berra (PJ)        |                                    | Partido Unión Celeste y Blanco                  | 17.755             | 49,27              |
| Luciano Martín Caturelli (PS)      |                                    | Frente Progresista Cívico y Social              | 8.466              | 23,49              |
| Juan José Siri                     |                                    | Unión Pro Federal                               | 6.380              | 17,70              |
| Agostina Loreley Gieco             |                                    | Frente de Izquierda y de los Trabajadores       | 1.424              | 3,95               |
| Víctor Hugo Ramón Reale            |                                    | Frente Justicialista para la Victoria           | 1.036              | 2,87               |
| Fabián Jesús Abate                 |                                    | Frente Renovador de la Esperanza                | 976                | 2,71               |
| Votos positivos                    | Votos positivos                    | Votos positivos                                 | 36.037             | 89,69              |
| Votos en blanco                    | Votos en blanco                    | Votos en blanco                                 | 3.013              | 7,50               |
| Votos nulos                        | Votos nulos                        | Votos nulos                                     | 1.128              | 2,81               |
| Total de votos                     | Total de votos                     | Total de votos                                  | 40.178             | 100                |
| Votantes registrados/participación | Votantes registrados/participación | Votantes registrados/participación              | 51.599             | 77,87              |
| Vera 1 Senador                     |                                    |                                                 |                    |                    |
| Candidato                          | Partido/Alianza                    | Partido/Alianza                                 | Votos              | %                  |
| Hugo Fernando Pucheta              |                                    | Frente Justicialista para la Victoria           | 11.512             | 42,74              |
| Sergio Javier Rojas (PS)           |                                    | Frente Progresista Cívico y Social              | 9.331              | 34,65              |
| Alba Soledad Sicevich              |                                    | Unión Pro Federal                               | 2.632              | 9,77               |
| Darío Javier Barbona               |                                    | Frente Social y Popular                         | 2.163              | 8,03               |
| Rubén Ángel Senn                   |                                    | Frente Renovador de la Esperanza                | 1.294              | 4,80               |
| Votos positivos                    | Votos positivos                    | Votos positivos                                 | 26.932             | 88,12              |
| Votos en blanco                    | Votos en blanco                    | Votos en blanco                                 | 1.602              | 5,24               |
| Votos nulos                        | Votos nulos                        | Votos nulos                                     | 2.028              | 6,64               |
| Total de votos                     | Total de votos                     | Total de votos                                  | 30.562             | 100                |
| Votantes registrados/participación | Votantes registrados/participación | Votantes registrados/participación              | 40.844             | 74,83              |